# Zartir lao
Zartir lao (en arménien : Զարթի՛ր լաօ) est une chanson traditionnelle arménienne. Créée dans les années 1890, elle fait l'éloge du commandant fédaï Arabo et appelle au soulèvement contre les Turcs.

## Origine

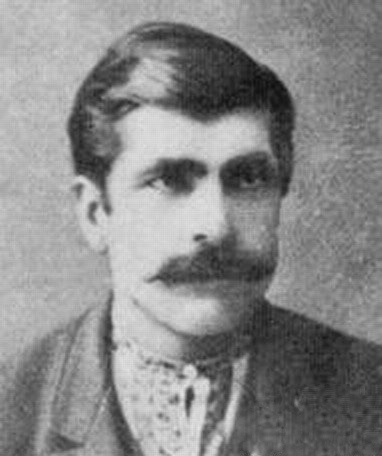
Arabo, figure célébrée par Zartir lao.

Zartir lao est l’œuvre de Fahrat, un achough arménien originaire de Mouch. Cette chanson célèbre Arabo, célèbre fédaï arménien ayant combattu dans la région de Mouch et de Sassoun, et perçu aujourd'hui comme un symbole du mouvement de libération nationale arménien. En 1893, de retour du Caucase, sa troupe est encerclée dans une gorge près Bulanikh et liquidée.
Son lien à cet évènement et à Arabo s'estompe progressivement, notamment du fait de l'évolution du titre de la chanson, passant de La chanson d'Arabo («Արաբոյի երգ»), à La chanson du courageux Arabo («Քաջ Արաբոյի երգ»), à La chanson du Mouchetsi («Մշեցու երգ»), jusqu'à Zartir lao («Զարթիր լաօ»).

## Composition
Cette chanson est mélodiquement similaire à de nombreuses autres chansons traditionnelles arméniennes, à la différence de son intention qui est celle de pousser à l'insurrection. La mère en est le personnage central, expliquant à son fils les conditions misérables dans lesquelles vivent les Arméniens et lui enjoint de se battre contre les Turcs. Elle fait d'Arabo un exemple, et pousse son fils à suivre ses traces en devenant un fédaï.

## Paroles
Voici la version la plus répandue des paroles de la chanson :
| Arménien | Romanisation | Transcription phonétique | Traduction en français |
| --- | --- | --- | --- |
| Խուժան ասկեր, զօրք է ժողուեր Եկեր Մըշո դաշտն է պատեր։ Սուլթան կ՚ուզէ ջընջել մեզի. Զարթի՛ր, լաօ, մեռնիմ քեզի։ Խեղճ Մշեցին մեռաւ լալով, Օտար երկիրներ ման գալով Մեռաւ թուրքի հարկը տալով. Զարթի՛ր, լաօ, մեռնիմ քեզի։ Ի՞նչ անիծեմ թուրք ասկերին, Որ սպաննեց ջոջ Աբոյին։ Մեր հոյս թողեց օրօրոցին. Զարթի՛ր, լաօ, մեռնիմ քեզի։ | Khoujan asger, zork é joghwer, Yeger mësho tashden é bader. Soultan gouzé tchëntchél mezi, Zartir, lao, mernim kezi. Khéghdch mëshétsin mérrav lalov, Odar yergirner man kalov. Mérrav tourki hargë dalov, Zartir, lao, mernim kezi. Intch anidzém tourk asgérin, Vor spannéts tchotch Apoïn. Mer huys toghéts ororotsin, Zartir, lao, mernim kezi. | [χu.ˈʒɑn ɑs.ˈgɛɾ zɔɾkʰ ɛ ʒɔ.ʁv.ɛɾ] [jɛ.ˈgɛɾ mə.ˈʃɔ ˈtʰɑʃ.dɛn ɛ bɑ.ˈdɛɾ ‖] [sul.ˈtʰɑn gu.ˈzɛ tʃʰən.ˈtʃʰɛl mɛ.ˈzi] [zɑɾ.ˈtʰiɾ lɑ.ˈɔ ǀ mər.ˈnim kʰə.ˈzi ‖] [χɛʁt͡ʃ mə.ʃɛ.ˈt͡sin mɛ.ˈrɑv lɑ.ˈlɔv] [ɔ.ˈdɑɾ jɛɾ.giɾ.ˈnɛɾ mɑn kʰɑ.ˈlɔv ‖] [mɛ.ˈrɑv tʰuɾ.ˈkʰi ˈhɑɾ.gə dɑ.ˈlɔv] [zɑɾ.ˈtʰiɾ lɑ.ˈɔ ǀ mər.ˈnim kʰə.ˈzi ‖] [intʃʰ ɑ.ni.ˈdzɛm tʰuɾkʰ ɑs.gɛ.ˈɾin] [vɔɾ əs.pɑn.ˈnɛt͡sʰ tʃʰɔtʃʰ ɑ.pʰɔ.ˈjin ‖] [mɛɾ hɔjs tʰɔ.ˈʁɛt͡sʰ ɔ.ɾɔ.ɾɔ.ˈt͡sʰin] [zɑɾ.ˈtʰiɾ lɑ.ˈɔ ǀ mər.ˈnim kʰə.ˈzi ‖] | Des troupes de soldats se sont réunies, Et encerclent la plaine de Mouch. Le sultan veut nous anéantir, Debout mon fils, je suis prêt à mourir pour toi. Le pauvre Mouchetsi est mort noyé de larmes, Lors de son périple à travers des terres étrangères, Mort payant des impôts au Turc, Debout, mon fils, je suis prêt à mourir pour toi. Que devrais-je dire pour maudire le soldat turc, Qui a tué notre chef Arabo, Et étouffé notre espoir dans le berceau, Debout, mon fils, je suis prêt à mourir pour toi. |

## Dans la culture populaire
- Cette chanson apparaît dans le film Triangle (1967), réalisé Henrik Malyan. Le film raconte des évènements ayant eu lieu à Gyumri pendant la Seconde Guerre mondiale, évènements pendant lesquels Zartir lao est utilisée comme chanson de ralliement contre l'Allemagne nazie.
- Lors des manifestations antigouvernementales de 2013, la députée de l'opposition Zaruhi Postanjyan chante Zartir lao devant le palais présidentiel à Erevan[3],[4].